# Hiển Khánh vương
Hiển Khánh vương (Chữ Nho: 顯慶王) là cha của Lý Thái Tổ, vị vua đầu tiên của nhà Lý trong lịch sử Việt Nam. Tên của ông không được ghi chép lại trong sách sử, một số sử gia để ngỏ khả năng Hiển Khánh vương là thiền sư Lý Khánh Văn (Chữ Nho: 李慶文) hoặc một nhân vật không tồn tại.

## Tư liệu Việt Nam
Theo các sách lịch sử của Việt Nam gồm Việt sử lược, Đại Việt sử ký tiền biên đều chỉ chép đến mẹ của Lý Công Uẩn là bà họ Phạm, không rõ cha là ai, đồng nghĩa với việc ông là trẻ mồ côi. Đại Việt sử ký toàn thư và Khâm định Việt sử Thông giám cương mục chép mẹ của Lý Công Uẩn khi đi chơi ở chùa Tiêu Sơn thì giao cấu với "thần nhân" (神人) mà mang thai. Ngoài ra, Đại Việt sử ký tiền biên còn dẫn một số ghi chép khác về việc mẹ của Lý Công Uẩn mang thai khi đồng trinh. Các tư liệu liệt kê ở trên đều đồng nhất chép vào năm 3 tuổi, Lý Công Uẩn được mẹ ẵm đến chùa Cổ Pháp giao cho thiền sư Lý Khánh Văn nuôi nấng, đồng thời mang họ Lý của cha nuôi.
Đại Việt sử ký tiền biên dẫn dã sử chép việc mẹ của Lý Công Uẩn chết đột ngột ở rừng rậm Cổ Pháp ngay sau khi gửi nuôi, được kiến vùi thành mộ. Sang thời Nguyễn, Nam Hải dị nhân của Phan Kế Bính lại sưu tầm một tích chép việc cha đẻ Lý Công Uẩn bị rơi xuống giếng mà chết, được mối vùi thành mộ, phần nào đó là tam sao thất bản từ câu chuyện thời Hậu Lê.
Năm 1009, sau khi lên ngôi, Lý Thái Tổ truy tôn cha mình làm Hiển Khánh vương, mẹ là Minh Đức thái hậu. Đến năm 1018, lại truy tôn người bà làm hậu. Ngô Thì Sĩ căn cứ hai ghi chép trên cho rằng người được truy tôn năm 1018 là bà ngoại (mẹ bà họ Phạm) chứ không phải bà nội của Lý Công Uẩn, nên nhà Lý không có gốc đằng nội. Từ đó Hiển Khánh vương có thể là một người không tồn tại, hoặc chính là Lý Khánh Văn, cả hai khả năng đều trái với lễ pháp. Cương mục cũng để ngỏ khả năng Hiển Khánh vương là Lý Khánh Văn, nhưng không đưa ra kết luận.
Theo sách sử, Lý Thái Tổ khi lên ngôi có phong chú là Vũ Đạo vương, anh trai là Vũ Uy vương, em trai là Dực Thánh vương; Vũ Uy vương có con trai là Thái úy Trưng Hiển; Dực Thánh vương có con trai là Tổng quản Phó; đều không chép lại họ. Có khả năng Vũ Uy vương và Dực Thánh vương giống như Lý Thái Tổ là con nuôi của Lý Khánh Văn.
Phó Giáo sư Nguyễn Hải Kế thông qua một số ghi chép về địa danh Hiển Khánh (vùng giữa sông Đáy và sông Hồng thuộc huyện Vụ Bản, Nam Định ngày nay) và ghi chép về đền thờ Lý Nhân Tông (được xây trên nền hành cung Ứng Phong) ở Hiển Khánh trong Đại Nam nhất thống chí đã bỏ ngỏ khả năng Hiển Khánh là gốc gác hoặc địa bàn hoạt động của cha hoặc bản thân Lý Công Uẩn trước khi vào triều đình Hoa Lư.
Trong loạt bài Những bí ẩn về vua Lý Thái Tổ trên báo Giáo dục & Thời đại, tác giả Trần Siêu đưa ra thông tin Lý Công Uẩn là con cháu của sứ quân Lý Khuê thời nhà Ngô, cụ thể là con của Lý Lãng Công và Phạm Thị Ngà. Lý Lãng Công chính là Hiển Khánh vương.

## Tư liệu Trung Quốc
Nhiều tư liệu Trung Quốc cho rằng Lý Thái Tổ là người gốc Mân (chủ yếu thuộc tỉnh Phúc Kiến ngày nay). Các tài liệu bao gồm: Tốc thủy ký văn của Tư Mã Quang (Bắc Tống), Mộng Khê bút đàm của Thẩm Quát (Bắc Tống), Tục Tư trị thông giám trường biên của Lý Đảo (Nam Tống), Trịnh Thiều Châu kỷ lược phụ lục của Trịnh Tủng (cuối Tống đầu Nguyên), Văn hiến thông khảo của Mã Đoan Lâm (nhà Nguyên), Trịnh Khai Dương tạp trứ của Trịnh Nhược Tăng (nhà Minh), Độc sử phương dư kỷ yếu của Cố Tổ Vũ (nhà Thanh), Tây Sơn tạp chí (西山雜志) của Thái Vĩnh Khiêm (蔡永蒹, nhà Thanh). Trong bài viết Những tư liệu về nguyên quán Lý Công Uẩn, Nguyễn Phúc Anh cho rằng các nguồn nói Lý Công Uẩn là người gốc Mân có tính chất thống nhất, ngược lại với sự nhiễu loạn thông tin trong sử liệu nói Lý Công Uẩn là người Giao Châu (gồm cả sử liệu Trung Quốc và Việt Nam). Nhưng đồng thời, thống kê của Nguyễn Phúc Anh cũng cho thấy toàn bộ các tư liệu trên gần như đều lấy thông tin từ một nguồn duy nhất là bức thư của Từ Bá Tường gửi cho vua Lý Nhân Tông, thứ được xem là bằng chứng cho việc họ Từ xúi giục nhà Lý đánh Tống, được Quách Quỳ thuật lại cho Tư Mã Quang. Một số nhà nghiên cứu cho rằng Lý Công Uẩn là hậu duệ của Tào vương Lý Minh, con trai của Đường Thái Tông.
Có hai tư liệu Trung Quốc có cùng quan điểm với các sử liệu Việt Nam. Đầu tiên là An Nam chí lược của Lê Tắc, một sử gia nhà Nguyên đầu hàng từ Đại Việt, chép rằng thông tin "người Mân" là không đúng, khẳng định Lý Thái Tổ là người Giao Châu bản địa, song không đưa ra giải thích. Sách An Nam chí của Cao Hùng Trưng (cuối Minh đầu Thanh) ghi chép tương tự như sử liệu Việt Nam.
Trong tác phẩm Lý Thường Kiệt - Lịch sử ngoại giao và tông giáo triều Lý, Giáo sư Hoàng Xuân Hãn cho rằng việc nhà Lý có gốc Mân "có thể đúng" và nếu đúng thì họ Lý chạy sang từ cuối thời Ngũ Đại khi nhà Tống chiếm nước Mân. Nguyễn Hải Kế cho rằng bức thư của Từ Bá Tường, ghi chép về một số lượng lớn quan viên thời và những người họ Lý sang định cư thời Bắc thuộc,... chỉ có thể cho phép gợi ý gián tiếp chứ không thể là bằng chứng trực tiếp chứng minh "nguồn gốc Mân" của nhà Lý. Trong bài viết Tin đồn về Đại Việt trên đất Tống qua các nguồn sử liệu, Tiến sĩ Phạm Lê Huy căn cứ vào Quế Hải ngu hành chí để đưa ra quan điểm: Tin đồn "gốc Mân" được hình thành trong bối cảnh có một nguồn di dân lớn từ Phúc Kiến sang Việt Nam, và nhiều người trong số đó được trọng dụng trong triều đình nhà Lý, từ đó kết luận bản thân nhà Lý chính là một nguồn phát tán tin đồn kia bất kể là gián tiếp hay chủ động.

### Nghiên cứu gia phả
Nguồn gốc Mân của nhà Lý là một chủ đề mang đến nhiều tranh luận tại Trung Quốc trong thập niên 80 của thế kỷ 20. Năm 2002, trên Tạp chí Nghiên cứu lịch sử người Hoa-Hoa kiều, nhà nghiên cứu Lý Thiên Tích (李天锡) tuyên bố phát hiện cuốn gia phả tên là Lý trang Chử Nội Lý thị phòng phả (李庄𤆬内李氏房谱, gọi tắt là Lý phả) có niên đại sớm nhất vào 1266 thời Nam Tống, xác nhận chỉnh sửa lần đầu vào năm 1564 thời Minh và không rõ số lần sửa đổi về sau, chỉ biết có một lần vào thời Quang Tự (nhà Thanh). Theo Lý phả, Lý Công Uẩn không những gốc Mân mà còn sinh ra ở Phúc Kiến. Tư liệu này nhanh chóng được nhiều nhà nghiên cứu Trung Quốc ủng hộ, như năm 2008, nhà nghiên cứu Lý Thái Sơn (李泰山, Hoa kiều sinh ở Việt Nam hồi hương) công bố Lý thị phòng phả của dòng họ Lý ở trấn An Hải (thuộc huyện cấp thị Tấn Giang, Phúc Kiến) mà theo đó, có ghi chép thông tin sơ lược về "cha con" Lý Công Uẩn, người từ nhỏ theo cha rời Phúc Kiến ra biển giao thương rồi ở lại Giao Chỉ làm vua.
Tiểu sử của người được cho là cha của Lý Công Uẩn qua Lý phả như sau: Lý Thuần An (tiếng Trung: 李淳安; bính âm: Lǐ Chún'ān; 921–999) là con trai trưởng của Tể tướng Lý Tung triều Hậu Tấn, từng giữ chức Thủy lục chuyển vận sứ. Năm 948, dưới thời Hậu Hán, Lý Tung cùng cả gia đình bị tru di, Lý Thuần An bỏ quan chạy trốn tới chỗ tướng Lưu Tùng Hiệu của nước Mân, dựng nhà ở trấn An Hải, Tuyền Châu. Họ Lý chuyển sang làm thủy vận, thường xuyên cho thuyền cập bến Chân Lạp, Giao Chỉ, Xiêm La. Con thứ của Thuần An là Lý Công Uẩn tự Triệu Diên, từ nhỏ theo cha đến Bắc Giang thuộc Giao Chỉ, về sau làm vua.
Độ tin cậy của Lý phả bị các sử gia Việt Nam cực độ nghi ngờ, thậm chí phủ định. Nguyễn Ngọc Phúc trong Thư tịch, truyền thuyết, di tích về quê hương, gia đình của Lý Công Uẩn đặt ra một số nghi vấn: Đối chiếu với Lý Tung truyện trong Tân Ngũ Đại sử thì Lý Tung bị tru di cả họ, không có giải thích nào về việc hai con trai duy nhất lại có thể chạy thoát; đồng thời có nhiều điểm có khác biệt lớn khi đối chiếu với các sử liệu Việt Nam;... Bản thân Lý Thiên Tích cũng nhận thấy nhiều sự trùng hợp giữa Lý phả và Tống sử, Tân Ngũ Đại sử, nhưng lại phủ nhận sự giống nhau đó bằng cách vin vào "truyền thống thận trọng khi biên soạn gia phả, sự tôn trọng tổ tiên của người Mân Nam". Nguyễn Phúc Anh cho rằng Lý Thiên Tích bị tiền định bởi những định kiến đó nên đã tìm cách biện hộ cho những dấu hiệu trái chiều hiển nhiên. Qua phân tích văn bản, Nguyễn Phúc Anh cũng chỉ ra nội dung về Lý Công Uẩn chỉ có thể được thêm vào khoảng từ sau 1564 đến đầu thế kỷ 19. Nội dung của Lý phả còn trực tiếp ảnh hưởng tới Thái Vĩnh Khiêm khi biên soạn Tây Sơn tạp chí.

### Tiếng Việt
- Khuyết danh, Trần Chu Phổ, Đại Việt sử lược.
  - Trần Quốc Vượng (dịch), Việt sử lược, Nhà xuất bản Thuận Hóa và Trung tâm văn hóa ngôn ngữ Đông Tây, Hà Nội, 2005.
- Quốc sử quán, Ngô Sĩ Liên (chủ biên), Đại Việt sử ký toàn thư.
  - Viện Khoa học Xã hội Việt Nam, Ngô Đức Thọ (dịch và chú thích), Hà Văn Tấn (hiệu đính), Đại Việt sử ký toàn thư (Tập 1), Nhà xuất bản Khoa học xã hội, Hà Nội, 1998.
  - Viện Nghiên cứu Hán Nôm, Lê Văn Bảy, Nguyễn Thị Thảo, Dương Thị The, Phạm Thị Thoa (dịch và chú thích), Lê Duy Chương (hiệu đính), Đại Việt sử ký tiền biên, Nhà xuất bản Khoa học xã hội, Hà Nội, 1997.

### Tiếng Trung
- Tư Mã Quang, Tốc thủy ký văn [zh].
- Thẩm Quát, Mộng Khê bút đàm [zh].
- Lý Đảo, Tục Tư trị thông giám trường biên [zh].
- Phạm Thành Đại [zh], Quế Hải Ngu hành chí [zh]
- Mã Đoan Lâm, Văn hiến thông khảo [zh].
- Trịnh Nhược Tăng [zh-classical], Trịnh Khai Dương tạp trứ.
- Cố Tổ Vũ [zh], Độc sử phương dư kỷ yếu [zh].